# Sława Przybylska
Sława Przybylska-Krzyżanowska (née le 2 novembre 1932 à Międzyrzec Podlaski) est une chanteuse polonaise.

## Biographie et carrière artistique
Sława Przybylska est la fille de Józef et Marianna Przybylski. Après la Seconde Guerre mondiale, elle a été élevée à la Maison de la jeunesse à Krzeszowice. 
Diplômée du Complexe des écoles d'art d'État, elle a également étudié le commerce extérieur. 
Elle est mariée à Jan Krzyżanowski, acteur et directeur du théâtre Targówek. Elle habite à Otwock.
Elle a été active sur le plan artistique pendant ses études et a fait ses débuts sur la scène à la fin des années 1950 : en 1956 au Théâtre satyrique étudiant, puis a chanté au Club Stodoła. En 1957, elle remporta la première place à un concours de la radio polonaise organisé par Władysław Szpilman. Elle est devenue célèbre en 1958 avec la chanson Wspomnij mnie (Souviens toi de moi). Cette même année est sorti le film de Wojciech Has, « Les adieux » dans lequel Sława Przybylska chante une de ses chansons.   
Sława Przybylska interprète également des chansons en yiddish, dès le début de sa carrière. À Międzyrzec Podlaski avant-guerre les Juifs constituaient les trois quarts de la population. Sa maison familiale était toujours ouverte aux voisins juifs. À dix ans Sława Przybylska assiste à la déportation de la population juive du shtetl vers Treblinka. Les chansons juives chantées par l'artiste constitue son hommage mémorial personnel à la communauté juive. Sława Przybylska apprend le yiddish en s'inscrivant aux cours du Théâtre juif de Varsovie. Ses premiers enregistrements semblent être les deux disques de chansons juives sorties tout au début des années 1960 avec les chanteurs Abraham Samuel Rettig et Ino Toper. Si la participation de Sława Przybylska s'y limite à trois chansons, à partir de 1963, elle donne des récitals de chansons de Juifs polonais, faisant également référence aux chansons juives traditionnelles. Dans ses concerts en 1989 elle fait participer le musicien klezmer Leopold Kozlowski. En 1992, elle a participé à un festival organisé à Berlin sous le slogan « Une femme dans les chansons juives ». En tant que seule artiste polonaise, elle se produit également au Festival européen de musique juive un an plus tard à Leverkusen. Plus récemment, malgré sa retraite officielle des tournées de concerts depuis 2001, Sława Przybylska participe depuis 2013 aux prestations d'Olga Avigail Mieleszczuk, « Lilalo » et « Rebecca dans le tango » en chantant « Erev Shel Shoshanim » en hébreu.  

## Discographie
- 1962 – Sława Przybylska
- 1963 – Sława Przybylska 2
- 1966 – Ballady i piosenki
- 1966 – Ballady i piosenki cz.2
- 1968 – Nie zakocham się
- 1970 – U brzegów Candle Rock
- 1972 – Sława Przybylska
- 1973 – Jak z dawnych lat
- 1979 – Związek przyjacielski
- 1988 – Sława Przybylska śpiewa ulubione przeboje
- 1992 – Rodzynki z migdałami (Raisins secs avec amandes)
- 1992 – Minuty nadziei
- 1993 – Ałef-Bejs – Pieśni i piosenki żydowskie (Alef Beis - Chants et chansons juives) - Sława Przybylska chante onze chansons en yiddish[10], deux en hébreu et deux en polonais[11],[12] Réédité à de nombreuses, en 2004 sous le label Tonpress, en 2006 sous le label Tylkomuzyka[13]. en 2007.
- 2009 – 40 piosenek Sławy Przybylskiej
- 2015 – Mój Okudżawa